# Cuijk
Cuijk – miasto w prowincji Brabancja Północna w Holandii, w gminie Land van Cuijk. W 2014 roku populacja wyniosła 17 010 mieszkańców. Miasto położone na zachodnim brzegu Mozy 15 kilometrów na południe od Nijmegen.
Przez miasto przechodzi A73 oraz droga prowincjonalna N284 oraz N321.
W Cuijk znajduje się bazylika św. Marcina z Tours wybudowana w latach 1911-1913.

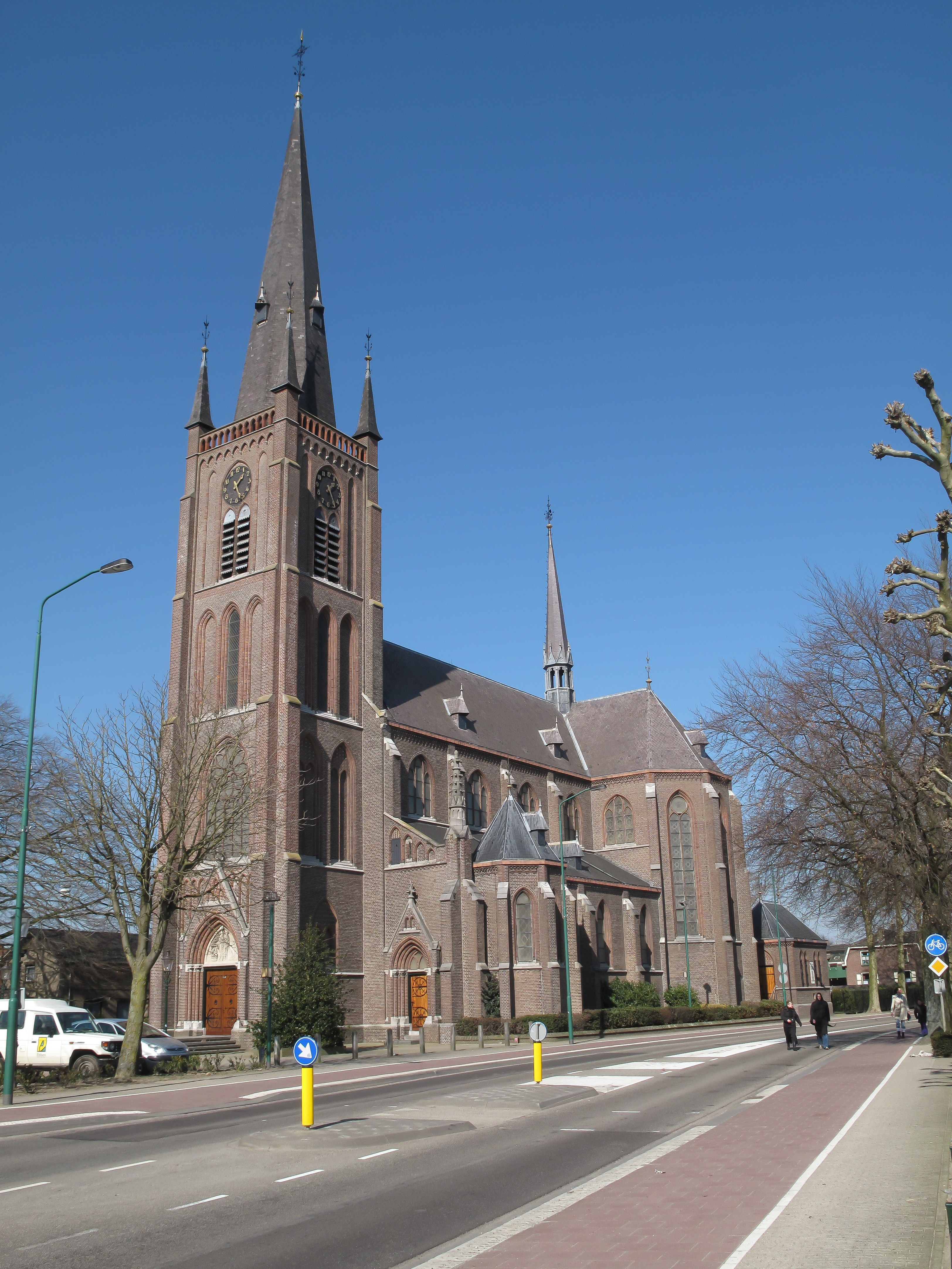
Kościół św. Mikołaja, Haps

## Współpraca

### Miasta partnerskie
- Jintan
- Maldon
- Prerov

### Gminy partnerskie
- Lalín
- Lalinde
- Linden
- Lubbeek
- St. Georgen am Walde